# Spannende Geschichten
Spannende Geschichten  war eine deutsche Heftromanserie, die von 1935 bis 1942 vierzehntäglich im Gütersloher Bertelsmann-Verlag (C. Bertelsmann Verlag) in 126 Ausgaben erschien, wobei einige Ausgaben doppelt besetzt waren.

## Themen und Autoren
Die Serie war als Anthologie aufgebaut und ging zurück auf eine gleichnamige Serie, die im selben Verlag mit 32 Titeln bereits zwischen 1926 und 1928 erschienen war.
Die neue Serie setzte explizit auf Darstellungen aus dem Ersten Weltkrieg, Kämpfen aus den deutschen Kolonien zwischen 1884 und 1914, dem Russischen Bürgerkrieg oder dem Zweiten Japanisch-Chinesischen Krieg.
Als Autoren waren u. a. Friedrich Wilhelm Mader, Fritz Daum, Viktor Helling, Reinhard Roehle, Hermann Freyberg, Werner Beumelburg, Ernst Helm oder Hans Heuer tätig.
Ab dem Ausbruch des Zweiten Weltkriegs überwogen die Kriegsdarstellungen, wobei nun auch Schilderungen des laufenden Krieges in die Serie einflossen. Der Nationalsozialistische Lehrerbund kommentierte die Serie sehr positiv, da sie angeblich die nationalpolitischen Erziehungsziele propagiere.
Die Serie wurde 1942 aus Papiermangel eingestellt. 1949 erfolgte eine Neuausgabe mit dem Untertitel Abenteuer – Forschung – Weite Welt, wobei alle kriegsverherrlichenden Bände von der Neuauflage ausgeschlossen wurden. Die neue Serie wurde 1957 eingestellt. Offenbar waren bis dahin 145 Bände erschienen.

## Ausgaben 1935 bis 1942
- 1. Friedrich W. Mader: Deutsche Helden zur See. Erzählung aus dem Weltkrieg.
- 2. Fritz Daum: Trommeln auf Neuguinea. Ein Abenteuer im Urwald.
- 3. E. Marschall (d. i.: Edison Marshall): Der Sohn der Wildnis.
- 4. Sophie von Adelung: Teneko, der Samojede.
- 5. Werner von Langsdorff (Hrsg.): Kriegserlebnisse deutscher Flieger.
- 6. Victor Helling: Tarabagan, der Spion. Erzählung aus den Bandenkämpfen in der Mandschurei.
- 7. Gustav Renker: Der große Winnetou. Eine Schülergeschichte.
- 8. Theodor Müller-Alfeld: Alex. Geschichten von einem roten Räuber.
- 9. Werner Beumelburg: Douaumont. Ein Heldenkampf um Verdun.
- 10. Arno Dohm: Skagerrak. Die größte Seeschlacht der Geschichte.
- 11. Victor Helling: Der Schatzwächter des Radjah.
- 12. Werner Treuenfels: Unter Schmugglern!
- 13. Friedrich W. Mader: Schwabenstreiche.
- 14 (a). Wilhelm Ernst Asbeck: Die Insel der Geächteten. Eine Erzählung.
- 14 (b). Hans Nevermann: Bei den Kopfjägern im Urwald.
- 15. Hans Schoenfeld: Der Letzte. Novelle.
- 16 (a). Karl Mühlmeister: Das Gespenst mit den weißen Augen.
- 16 (b). P. Kühnemann: Hilfskreuzer vom Geschwader Spee. Kaperfahrten der „Prinz Eitel Friedrich“ im Weltkriege.
- 17. Bruno Erich Schröter: Marineflieger über See.
- 18. Ernst Helm (d. i.: Wilhelm Ernst Asbeck): Der Falke vom Falkenberg. Eine Erzählung.
- 19. Paul C. Ettighoffer: Deutsche Tanks fahren in die Hölle. Bericht.
- 20. Wilhelm Ehmer: Das Ringen um den Himalaya.
- 21. Bruno Schwietzke: Vor Ypern trommelt der Tod. Großkampf in Flandern 1917.
- 22. Edgar v. Spiegel: 45000 Tonnen versenkt.
- 23. Max Geisenheyner: Auf Weltfahrt mit „Graf Zeppelin“.
- 24. Karl Friedr. Christiansen: Blockadebrecher nach Deutsch-Ostafrika.
- 25. Rudolf Caracciola: Caracciola der „Mann ohne Nerven“ erzählt.
- 26. Hans Heuer: Amundsen erobert den Südpol.
- 27. Hermann Freyberg: Injuna der Herr des Urwaldes.
- 28 (a). Wolf v. Buhrmeister-Eymern: Unter Bolschewiken und Kamtschadalen.
- 28 (b). Julius Moshage: Vom Glaserjungen, der uns die Sterne näherbrachte. Das Leben Josef von Fraunhofers.
- 29. Alfred Wiesen: Sisto funkt SOS.
- 30. Emil Heinrich Snethlage: Häuptling Tataru. Aus dem Leben eines Wayoro-Indianers.
- 31. Kurt Tanz: Das sind die Kaiserjäger! Das Schicksal eines Bataillons.
- 32 (a). Friedrich W. Mader: Die Schlacht bei Tanga. Erzählung aus dem Weltkrieg.
- 32 (b). Kurt Tanz: Leuthen. Des Königs letzte Schlacht.
- 33. Heinrich Maria Tiede: Essenholer Trinks. Ein Kamerad im Kriege.
- 34. Johannes Spieß: „U 9“ auf Kriegsfahrt.
- 35. Kurt Tanz: Kemmel. Berg des Schicksals.
- 36. Bruno Schwietzke: Richthofen und die rote Staffel.
- 37. Otto Looks: Großkampf unter Deck. Auf „Seydlitz“ in der Skagerrakschlacht.
- 38. Bruno Schwietzke: Im Panzerauto zu den Steinzeitjägern der Sahara.
- 39. Kurt Tanz: Tankschlacht von Cambrai.
- 40. Hermann Niess: Durst. Ein Erlebnis in Deutsch-Südwest.
- 41. Herbert A. Löhlein: Die Wolfsschlacht. Die Heldentat eines Lappländers.
- 42. Bruno Schwietzke: Deutsche Kämpfer in der grünen Hölle Kameruns. Das Ende einer deutschen Kolonie 1915–16.
- 43. Lothar von Arnauld de la Perière: „U 35“ auf Jagd.
- 44. Kurt Tanz: Der Mord von Naulila. Eine Erzählung aus Deutsch-Südwests dunkelsten Tagen.
- 45. Bernd Kaspar Klingenberg: Auf Großwild in Afrika.
- 46. Kurt Ziesenitz: Torpedoboote vor!
- 47. Tanaka Hokusai: Luftkampf über Shanghai.
- 48. Walther Wülfing: Orlog in Deutsch-Südwest. Erzählung aus dem Hereroaufstand.
- 49. Tanaka Hokusai: Bomben auf Nanking.
- 50. Ernst August Lehmann: Zeppelinkriegsfahrten nach England.
- 51. Kurt Georg Nixdorf: Günther Groenhoff. Zwischen Himmel und Erde.
- 52. Werner Chomton: Die Schlacht vor Paris. Die Schicksalstage an der Marne.
- 53. Paul C. Ettighoffer: Dem Stacheldraht entronnen.
- 54. Gustav Thiel: Der Untergang der Palmyra.
- 55. Hans Henning Grote: Drei Mann in einem Trichter.
- 56. Hans Zitt: Im Segelboot nach Indien.
- 57. Erhard Tewes: Schulgin rettet Rußland.
- 58. Martin Breitenacher: Spähtrupp Martin.
- 59. Manfred Bökenkamp: Jagd- und Reiseabenteuer an Tibets Grenze.
- 60. Kyrill von Philippoff: Menschenschmuggel nach USA. Amerikas wagemutigste Polizeitruppe.
- 61. Gustav Dittmar: Kampf um die Höhe 166. Erzählung aus der Herbstschlacht in der Champagne.
- 62. Armin O. Huber: Mit Flugzeug und Schiern in Kanadas Norden. Erlebnisbericht.
- 63. Wolfgang Loeff: Der letzte Mann der Köln. Nach 76 Stunden hilflosen Herumtreibens in der Nordsee gerettet. Erzählung aus dem Gefecht bei Helgoland am 28. August 1914.
- 64. Johannes Blochberger: 300 km durch Feindesland.
- 65. Rudolf Olbricht: Die Feldwache. Eine Erzählung von der russischen Front. /
- 66. Rudolf Schauff: Flieger über Polen.
- 67. Josef Grabler (Hrsg.): Sturzkampfflieger über Warschau und Modlin.
- 68: Hans Zitt: Sturm auf den Annaberg. Mit dem Freikorps Oberland in Oberschlesien.
- 69. Hubert Zuerl: Vom Schlosserlehrling zum Pour le mérite-Jagdflieger.
- 70. Wilhelm Beuke: Der neue Motor.
- 71. Dieter Evers: Deutsche Panzer durchbrechen den Korridor.
- 72. Hans Meffert: Ein Sturzkampfflieger erlebt den Polenkrieg.
- 73. Kurt Riedel: Radium. Der Fund am Großen Bären-See.
- 74. Albert Klapprott: Deutsche Flieger gegen England.
- 75. Alf Jaus: Gegenüber – kanadische Scharfschützen. Nach Aufzeichnungen aus dem Kriegstagebuch eines Stoßtruppenführers.
- 76. Manfred Bökenkamp: Ein Wüstenritt.
- 77. Dietrich Lehmann: Wir suchen den Feind. Als Gefechtsaufklärer bei einem Stuka-Geschwader im Polenfeldzug.
- 78. Otto Mielke: Die Stadt auf dem Vulkan. Das Erdbeben in Tokio 1923.
- 79. Fritz Fechner: Panzerschütze Steffen.
- 80. Karl H. Göbber, Maximilian Spaeth: Filchner. Forscherabenteuer in Eis- und Sandwüsten.
- 81. Arthur C. Kuhn: U 27 torpediert Flugzeugmutterschiff Hermes.
- 82. Herbert Müllenbach: Notlandung in Polen.
- 83. Gunther Langes: Der Berg des Blutes.
- 84. Dieter Evers: Wir waren polnische Gefangene.
- 85. Herbert Saekel: Feuer – marsch !
- 86. Walther Ahrens: Meldeläufer Hardinger.
- 87. Albert Klapprott: Jagdgeschwader Schumacher räumt auf.
- 88. Herbert Müllenbach: Deutsche Flieger über Norwegen.
- 89. Walther Ahrens: Gruppe Behrens geht vor. Aus dem polnischen Feldzug.
- 90. Arthur C. Kuhn: Vernichtet Kreuzer Königsberg.
- 91. Christian Röck: Monte Cimone. Kampf um einen Berg.
- 92. Herbert Müllenbach: Bomben gegen England.
- 93. Martin Breitenbacher: Oberjäger Bacherl. Eine Erzählung vom Einsatz unserer Gebirgsjäger im Kampf um Lemberg.
- 94. Max Lippold: Durchbruch durch die Maginotlinie.
- 95. Herbert A. Löhlein: Todesfahrt durch den Santos-Sumpf. Eine Tatsachenerzählung.
- 96. Otto Mielke: Stoßtrupp im Panzerzug. Durchbruch von Oslo nach Bergen.
- 97. Ernst Diekmann: Der Bunker in der Teufelsschlucht.
- 98. Artur K. Kuhn: Schnellboote am Feind.
- 99. Hans Jürgen Rubbert: Duell in der Luft. Die Geschichte eines Jagdfliegers.
- 100. Heinrich von Düsel: Der verlorene Haufe von Sasa.
- 101. Victor Ottmann: Goldfieber am Sacramento. Mit dem „Kaiser von Kalifornien“ im Goldland.
- 102. Werner Kepper: Kampf um den Großbunker.
- 103. Herbert A. Löhlein: Notlandung in der grünen Hölle. Abenteuer eines deutschen Flugkapitäns.
- 104. Benno Wundshammer: Leutnant Kamp. Erlebnisse eines Kampffliegers.
- 105. Kurt Riedel: Den Engländern aus Kanada entwischt.
- 106. Walther Ahrens: Straßenkampf vor Paris.
- 107. Max Lippold (irrig: Walther Ahrens): Ein Stoßtrupp dringt in Warschau ein.
- 108. Karl Hanninger: Stoßtrupp „Nudelteich“ ist überfällig.
- 109. Carl Steinhagen: Mit Kapitänleutnant Prien gegen England.
- 110. Kurt Riedel: Die Rache des Häuptlings Ujarak. Erlebnis eines deutschen Jägers in Kanada.
- 111. Artur K. Kuhn: U-Boot-Jagd im Skagerrak.
- 112. Hermann Freyberg: Verrat in der Wüste. Ein Erlebnis aus Deutsch-Südwestafrika.
- 113. Walther Ahrens: Und mit uns fliegt der Tod.
- 114. Willi Hennig: Motorisierte Infanterie voraus.
- 115. Walter Medler: Wir knacken eine Geleitzug. Eine U-Boot-Fernfahrt im Winter. Erlebnisbericht.
- 116. Max Lippold: Sturmtruppen vor Verdun.
- 117. Artur K. Kuhn: Vorpostenboote halten Wacht.
- 118. Walther Ahrens: Sturm über die Oise.
- 119. A. Falkenhorst (d. i.: Paul Schmidt): In den Klauen der GPU. Erlebnisbericht aus Sowjet-Rußland.
- 120. Fritz Neujahr: Hauptmann Oesaus 86. Abschuß und andere Kampferlebnisse seiner Jagdgruppe.
- 121. Thor Goote (d. i.: Werner von Langsdorff): Fahnenjunker Lingen flieht.
- 122. Hanns Pfeuffer: Mit dem Edelweiß vor Lemberg. Ein Gebirgsartillerist erzählt.
- 123. Alexander Wienerberger: Um eine Fuhre Salz im GPU-Keller. Erlebnisse eines deutschen Ingenieurs in Sowjetrußland.
- 124. Karl Hanninger: Zwei Mann und ein Maschinengewehr.
- 125. Dieter Evers: Die Straße brennt. Panzerjäger in Sowjetrußland.
- 126. Ad. W. Krüger (d. i.: Meta Trinchen Krüger): Himmelsstürmer. Die Tragödie von Johannisthal 1911.